# سفين يوهانسون (دراج)
سفين يوهانسون (بالسويدية: Sven "Svängis" Johansson)‏ هو دراج سويدي، ولد في 8 يوليو 1914 في ستوكهولم في السويد، وتوفي في 12 أكتوبر 1982.

## وصلات خارجية
- سفين يوهانسون على موقع أرشيف الدراجات (الإنجليزية)
- سفين يوهانسون على موقع إحصائيات الدراجات الإحترافية (الإنجليزية)
- سفين يوهانسون على موقع أوليمبيديا (الإنجليزية)
- سفين يوهانسون على موقع اللجنة الأولمبية السويدية (السويدية)